# Coupe de France 2012/13

CdF-Wettbewerbslogo
seit der Saison 2007/08

Der Wettbewerb um die Coupe de France in der Saison 2012/13 war die 96. Ausspielung des französischen Fußballpokals für Männermannschaften. In dieser Spielzeit nahmen 7.656 Vereine aus Frankreich und seinen Übersee-Départements bzw. -territorien daran teil, womit ein neuer Melderekord aufgestellt wurde.
Titelverteidiger Olympique Lyon schied diesmal bereits im Zweiunddreißigstelfinale aus. Lyons Nachfolger wurden die Girondins Bordeaux, die diesen Wettbewerb bei ihrer zehnten Finalteilnahme seit 1941 zum vierten Mal gewannen; darauf hatten die Südwestfranzosen 26 Jahre warten müssen. Bordeaux’ Endspielgegner, der FC Évian Thonon Gaillard, hatte es zuvor noch nie weiter als bis ins Achtelfinale gebracht.
Während die Dritt- und die Zweitligavereine ebenso wie die Pokalsieger aus sieben der französischen überseeischen Gebiete bereits in den von den regionalen Untergliederungen des Landesverbands Fédération Française de Football (FFF) organisierten Qualifikationsrunden in den Wettbewerb eingreifen mussten – die Drittligisten in der 5., die beiden letztgenannten Gruppen in der 7. Runde –, begann für die Erstligisten der Wettbewerb erst mit dem Zweiunddreißigstelfinale (Beginn des Hauptwettbewerbs). Nur in dieser Runde wurden die dafür qualifizierten 64 Vereine landesweit auf vier regionale Lostöpfe à 16 Mannschaften aufgeteilt, worin jeweils annähernd gleich viele Teams gleicher Ligazugehörigkeit vertreten waren. Ab dem Sechzehntelfinale fällt auch diese Vorsortierung weg und der Wettbewerb wird ausschließlich nach dem klassischen Pokalmodus ausgetragen: Spielpaarungen werden ohne Setzlisten aus sämtlichen noch im Wettbewerb befindlichen Klubs ausgelost und jeweils lediglich ein Spiel ausgetragen, an dessen Ende ein Sieger feststehen muss (und sei es durch Verlängerung und Elfmeterschießen), der sich dann für die nächste Runde qualifiziert, während der Verlierer ausscheidet. Auch das Heimrecht wird für jede Begegnung durch das Los ermittelt, allerdings mit der Einschränkung, dass Klubs, die gegen eine mindestens zwei Ligastufen höher spielende Elf anzutreten haben, automatisch Heimrecht bekommen.
Die unterklassigen Vereine kämpften zudem wiederum um den mit Geldpreisen verbundenen Titel als erfolgreichster Außenseiter. Dieser derzeit hauptsächlich von PMU gesponserte Nebenwettbewerb trägt die offizielle Bezeichnung Classement des Petits Poucets (auf Deutsch: „Däumlingswertung“); hierbei konnte die US Quevilly, die es im Vorjahr bis in das Endspiel gegen Lyon gebracht hatte, ihren Titel allerdings nicht verteidigen, da sie bereits vor Beginn der Hauptrunde ausgeschieden war. Hingegen erreichten mit Avenir Mende ein in der siebten sowie mit der AS Savigneux-Montbrison sogar ein in der achten Liga antretender Klub das Zweiunddreißigstelfinale, in dem Mende sich gegen einen Zweitligisten durchzusetzen vermochte und schließlich diesen Titel gewann. In den ersten Runden machte zudem mit SAS Épinal ein Drittligist auf sich aufmerksam, der zunächst Titelverteidiger Lyon und danach mit Nantes einen führenden Zweitligisten ausschaltete. Im Viertelfinale waren dann allerdings die Profimannschaften unter sich, darunter mit Racing Lens nur noch ein Zweitligist; und im Halbfinale war keiner der aktuellen Topclubs der Ligue 1 mehr vertreten, sondern zwei Mannschaften aus dem Tabellenmittelfeld sowie zwei, die zu diesem Zeitpunkt – drei Runden vor Saisonende – nur einen Abstiegsplatz belegten.

## Zweiunddreißigstelfinale
Spiele am 5. bis 7. Januar 2013; L1, L2 bzw. D3 stehen für die Zugehörigkeit zur ersten bis dritten Liga, CFA bzw. CFA2 für die beiden landesweiten Amateurligen, DH („Division d’Honneur“) für die sechste, DSR und DHR für die siebte bzw. achte Ligenstufe.
Ergebnisse: n. V. = nach Verlängerung, i. E. = im Elfmeterschießen
| - OSC Lille L1 – Olympique Nîmes L2 3:2 - SM Caen L2 – AS Saint-Étienne L1 2:3 - Racing Lens L2 – Stade Rennes L1 2:1 - FC Metz D3 – OGC Nizza L1 2:3 n. V. - CA Bastia D3 – SC Bastia L1 (a) 2:0 - US Boulogne D3 – FC Toulouse L1 0:1 - Stade Plabennec CFA – Stade Reims L1 1:0 - FC Montceau CFA – ES Troyes AC L1 0:1 - FC Chauray CFA2 – FC Lorient L1 (b) 1:5 - ES Thaon CFA2 – FC Sochaux L1 0:1 - FC Dreux DH – AS Nancy L1 1:5 - Le Mans FC L2 – Le Poiré-sur-Vie VF D3 1:2 - CA Pontarlier CFA2 – CS Sedan L2 1:2 - FC Dieppe CFA2 – FC Nantes L2 2:3 - Avenir Mende DSR – AC Arles-Avignon L2 2:0 - CSO Amnéville CFA – US Raon CFA 1:2 | - LB Châteauroux L2 – Girondins Bordeaux L1 2:3 - Olympique Marseille L1 – EA Guingamp L2 2:1 n. V. - FC Istres L2 – FC Valenciennes L1 3:3 n. V., 4:3 i. E. - SAS Épinal D3 – Olympique Lyon L1 3:3 n. V., 4:2 i. E. - FC Rouen D3 – AC Ajaccio L1 1:1 n. V., 3:2 i. E. - FC Bourg-Péronnas D3 – HSC Montpellier L1 1:2 - Luçon VF CFA – Stade Brest L1 (c) 1:1 n. V., 2:4 i. E. - AC Amiens CFA – FC Évian Thonon Gaillard L1 1:1 n. V., 3:5 i. E. - Arras Football CFA2 – Paris Saint-Germain L1 (d) 3:4 - AS Municipale Belfort CFA – Le Havre AC L2 1:3 - Stade Bordeaux CFA – USJA Carquefou D3 1:0 - GS Consolat CFA – AS Moulins CFA 1:1 n. V., 4:5 i. E. - US Saint-Malo CFA – US Saint-Anne Vertou CFA2 1:1 n. V., 2:4 i. E. - AS Muret CFA2 – Fontenay-le-Comte VF CFA 0:2 - AS Savigneux-Montbrison DHR – AS Minguettes Vénissieux CFA2 (e) 1:1 n. V., 1:3 i. E. - CS Meaux Academy DH – Stade Le Portel DH 1:0 |

## Sechzehntelfinale
Spiele am 22. bis 24., Nachholpartie am 30. Januar 2013
| - CS Sedan L2 – FC Lorient L1 0:1 - CA Bastia D3 – Stade Brest L1 1:3 - Stade Plabennec CFA – OSC Lille L1 (f) 1:3 - AS Moulins CFA – Girondins Bordeaux L1 1:2 - SAS Épinal D3 – FC Nantes L2 1:1 n. V., 4:3 i. E. - Stade Bordeaux CFA – Racing Lens L2 0:3 - US Raon CFA – FC Istres L2 1:0 - Avenir Mende DSR – Le Havre AC L2 0:3 | - HSC Montpellier L1 – FC Sochaux L1 2:3 n. V. - OGC Nizza L1 – AS Nancy L1 2:2 n. V., 2:4 i. E. - Paris Saint-Germain L1 – FC Toulouse L1 3:1 - FC Rouen D3 – Olympique Marseille L1 (g) 1:2 - Fontenay-le-Comte VF CFA – ES Troyes AC L1 0:5 - US Saint-Anne Vertou CFA2 – FC Évian Thonon Gaillard L1 0:2 - CS Meaux Academy DH – AS Saint-Étienne L1 (h) 0:0 n. V., 3:5 i. E. - AS Minguettes Vénissieux CFA2 – Le Poiré-sur-Vie VF D3 0:0 n. V., 4:3 i. E. |

## Achtelfinale
Spiele am 26. bis 28. Februar 2013
| - AS Saint-Étienne L1 – OSC Lille L1 3:2 - FC Lorient L1 – Stade Brest L1 3:0 - FC Sochaux L1 – ES Troyes AC L1 1:2 - Racing Lens L2 – SAS Épinal D3 2:0 | - Paris Saint-Germain L1 – Olympique Marseille L1 2:0 - FC Évian Thonon Gaillard L1 – Le Havre AC L2 3:1 - US Raon CFA – Girondins Bordeaux L1 2:2 n. V., 3:5 i. E. - AS Minguettes Vénissieux CFA2 – AS Nancy L1 0:2 n. V. |

## Viertelfinale
Spiele am 16./17. April 2013
| - AS Saint-Étienne L1 – FC Lorient L1 1:2 - ES Troyes AC L1 – AS Nancy L1 3:0 | - Racing Lens L2 – Girondins Bordeaux L1 2:3 - FC Évian Thonon Gaillard L1 – Paris Saint-Germain L1 1:1 n. V., 4:1 i. E. |

## Halbfinale
Spiele am 7./8., Nachholspiel am 14. Mai 2013
| - ES Troyes AC L1 – Girondins Bordeaux L1 (i) 1:2 | - FC Évian Thonon Gaillard L1 – FC Lorient L1 4:0 |

## Finale
Spiel am 31. Mai 2013 im Stade de France von Saint-Denis
- Girondins Bordeaux – FC Évian Thonon Gaillard 3:2 (1:0)

### Mannschaftsaufstellungen
- Bordeaux: Cédric Carrasso – Mariano, Henrique, Lamine Sané, Benoît Trémoulinas – Henri Saivet, Jaroslav Plašil  (André Biyogo Poko, 67.), Ludovic Obraniak, Grégory Sertic, Nicolas Maurice-Belay – Cheick Diabaté
Trainer: Francis Gillot

- Évian Thonon Gaillard: Bertrand Laquait – Brice Dja Djédjé, Cédric Cambon, Betão, Daniel Wass – Miloš Ninković (Cédric Barbosa, 59.), Mohammed Rabiu (Eric Tié Bi, 82.), Olivier Sorlin , Kévin Bérigaud – Yannick Sagbo (Aldo Angoula, 90.), Saber Khelifa
Trainer: Pascal Dupraz

Schiedsrichter: Fredy Fautrel (Ligue de football de Basse-Normandie)

### Tore
1:0 Diabaté (39.)

1:1 Sagbo (51.)

2:1 Saivet (53.)

2:2 Dja Djédjé (70.)

3:2 Diabaté (89.)

### Besondere Vorkommnisse
Auch 2013 gab es keinen Endspielsieg mit mehr als einem Treffer Differenz; dies war einer Mannschaft zum letzten Mal 19 Jahre zuvor gelungen. Pokalgewinner Bordeaux hatte dabei nicht ein einziges Heimspiel gehabt, was seit der Abschaffung von Spielen auf neutralen Plätzen noch keinem Sieger der Coupe de France gelungen war. Außerdem hatte die U-19 des Vereins wenige Stunden zuvor das Endspiel um die Coupe Gambardella gewonnen; ein solcher Doppel-Pokalsieg war zuvor nur zwei anderen Vereinen (AS Saint-Étienne 1970 und FC Sochaux 2007) gelungen.
Für Bordeaux’ Mittelfeldspieler Ludovic Obraniak war dies der zweite Pokalerfolg nach 2011, als er – noch im Dress des OSC Lille – den entscheidenden Treffer erzielt hatte.
Und sein Mannschaftskamerad Cheick Diabaté hätte sich in die Liste der erfolgreichsten Endspieltorjäger in der Geschichte des Wettbewerbs eintragen können – drei Treffer waren nur Éric Pécout (1979) und Jean-Pierre Papin (1989) gelungen –, wäre er nicht in der 48. Spielminute mit seinem Strafstoß an Évians Torhüter Bertrand Laquait gescheitert.

## Belege und Anmerkungen
1. ↑  siehe die Spielpläne der Regionalverbände, ansteuerbar über diese Seite (Seite nicht mehr abrufbar, festgestellt im April 2018. Suche in Webarchiven)  Info: Der Link wurde automatisch als defekt markiert. Bitte prüfe den Link gemäß Anleitung und entferne dann diesen Hinweis. der FFF
2. ↑  Beschluss der FFF-Bundesversammlung von Anfang April 2011
3. ↑  siehe den Artikel „Le petit poucet récompensé“ auf der Seite der FFF
4. ↑  Troyes-Bordeaux reporté!, L’Équipe vom 7. Mai 2013
5. ↑  siehe den Artikel auf France Football